# Muhamed Almunzer
Muhamed Elmonzer Al-Gaddafi (ur. 13 października 2000) – sudański piłkarz grający na pozycji środkowego pomocnika. Jest zawodnikiem klubu El Hilal SC El Obeid.

## Kariera klubowa
Elmonzer jest zawodnikiem klubu El Hilal SC El Obeid.

## Kariera reprezentacyjna
W 2022 roku Elmonzer został powołany do reprezentacji Sudanu na Puchar Narodów Afryki 2021. Na tym turnieju nie rozegrał żadnego meczu.